# Radian par seconde
 (février 2023).
Si vous disposez d'ouvrages ou d'articles de référence ou si vous connaissez des sites web de qualité traitant du thème abordé ici, merci de compléter l'article en donnant les références utiles à sa vérifiabilité et en les liant à la section « Notes et références ».
En pratique : Quelles sources sont attendues ? Comment ajouter mes sources ?
Le radian par seconde, de symbole rad/s ou rad s−1, est l'unité de vitesse angulaire dans le Système international d'unités (SI). C'est également l'unité SI de fréquence angulaire.

## Définition
Le radian par seconde est défini comme le changement d'orientation dans l'espace d'un objet, en radians, à chaque seconde.

## Fréquence angulaire
La vitesse angulaire d'un radian par seconde correspond à une fréquence de 1/(2π) hertz (Hz), ou cycles par seconde. En effet, un cycle de rotation correspond à une rotation angulaire d'un tour (ou 360 degrés), ce qui équivaut à 2π radians. Étant donné que le radian est une grandeur sans dimension dans le Système international d'unités, le radian par seconde est dimensionnellement équivalent au hertz — les deux sont notés s−1.
Un radian par seconde correspond à environ 9,55 tours par minute.

## Unités cohérentes
Une utilisation de l'unité radian par seconde intervient dans le calcul de la puissance transmise par un arbre. Dans le Système international d'unités (SI), largement utilisés en physique et en ingénierie, la puissance p est égale à la vitesse de rotation (ou régime) ω multipliée par le couple τ appliqué à l'arbre : p = ω ⋅ τ .
Lorsque des unités cohérentes sont utilisées pour ces quantités, qui sont respectivement le watt, le radian par seconde et le newton mètre, et donc W = rad/s × N·m, aucun facteur numérique n'est nécessaire. Lorsque les unités ne sont pas cohérentes (ex. : cheval-vapeur, tour par minute ou livre-pied), un facteur supplémentaire est généralement nécessaire.